# De nachtwachtbrigade
De nachtwachtbrigade is een stripverhaal uit de reeks van Suske en Wiske. Het is geschreven door een scenario- en tekenteam onder leiding van Peter Van Gucht en Luc Morjaeu. Het werd gepubliceerd in De Standaard en Het Nieuwsblad vanaf 23 juni 2006 tot en met 10 oktober 2006. De eerste albumuitgave was op 13 september 2006.

## Locaties
Dit verhaal speelt zich af op de volgende locaties:
- Rijksmuseum Amsterdam, Amsterdam met Damrak, herberg de Kleine Karthuizer, de Dolphijn, Rembrandthuis, De Waag, de Blauwbrug, de Amstel, Burgerweeshuis voor meisjes.

## Personages
In dit verhaal spelen de volgende personages mee:
- Suske, Wiske, tante Sidonia, Lambik, Jerom, professor Barabas, hond, Jaap Klinker (reporter van Kunst en Kritiek), Cornelia (marketenster), Frits van Scholten (Rijksmuseum), Frans Banning Cocq en zijn vrouw Maria Overlander, Carel Fabritius, Samuel van Hoogstraten, Rembrandt van Rijn en zijn vrouw Saskia, sergeant Rombout Kemp, sergeant Reyer Engelen, Willem van Ruytenburch, kapitein Frans, waard van de herberg.

## Uitvindingen
In dit verhaal spelen de volgende uitvindingen mee:
- Teletransfor, Teletijdmachine met Remote Time Control

## Het verhaal
Lambik gaat met Suske, Wiske en tante Sidonia naar professor Barabas. Als Barabas de deur opent ontsnapt er een hondje, dat door Jerom wordt gevangen. Barabas legt uit dat hij in opdracht van het Rijksmuseum Rembrandts schilderij, de Nachtwacht, in leen heeft gekregen, opdat hij nieuwe informatie over het doek te weten kan komen. Tijdens zijn experiment werd een hondje op het doek per ongeluk naar het heden geflitst en was bijna ontsnapt. Plots komt Jaap Klinker, een journalist, Barabas lastigvallen. In de verwarring wordt Sidonia, die het hondje terug in de teletransforkabine zette, mee het schilderij ingeflitst. Cornelia, een klein meisje op het doek, wordt in haar plaats naar het heden geflitst. De reporter neemt een foto van haar, waardoor het meisje in paniek terug de teletransfor invlucht en zo naar het verleden wordt geflitst.
Onze vrienden besluiten naar 1641 te reizen om Sidonia terug te halen. Ze komen aan op het Damrak in Amsterdam en gaan op zoek naar het meisje, maar ze worden in de gaten gehouden door een gemaskerde man. De gemaskerde gaat naar het huis van Rembrandt, en vraagt of hij hem ook op “Het Vendel van Frans Banning Cocq” wil schilderen. Rembrandt gaat akkoord en zegt hem morgen terug te komen. Die nacht breekt de gemaskerde in bij Suske, Wiske, Lambik en Jerom en steelt de Remote Time Control. De gemaskerde gaat terug naar het heden en bedwelmt de professor en steelt een schelp, als aanbetaling voor Rembrandt. Als de professor weer bijkomt, ziet hij het fototoestel van de journalist en denkt dat hij de dader is. Lambik komt Willem van Ruytenburch tegen en samen lezen ze een plakkaat over een terechtstelling van Carolus van der Gugte en Freya van den Boschen. Dan komen de mannen bij een stel artsen terecht die een lijk gebruiken voor onderzoek. De vrienden nemen een rondvaart door de stad op het bootje “De Gert Jan”, de eigenaar laat hun de Blauwbrug zien en vertelt dat hij Rembrandt van Rijn schetsen zag maken van deze brug. De vrienden varen over de Amstel en zien dan plotseling Cornelia, die op zoek is naar de stadspoort.
De gemaskerde man kan Cornelia ontvoeren en Suske vindt dan de perskaart van Jaap Klinker. De waard van de herberg wil dat de vrienden weggaan, omdat ze hem niet kunnen betalen. Maar ze mogen toch blijven nadat Jerom een stel dronken vechtjassen het zwijgen oplegt. Cornelia wordt afgeleverd bij het Burgerweeshuis voor meisjes, maar ze kan ontkomen. De volgende nacht gaat de gemaskerde opnieuw naar Rembrandt om zich te laten schilderen. Rembrandt maakt een paar schetsen. Als de gemaskerde het huis verlaat ziet hij Cornelia en wil het meisje opnieuw ontvoeren, maar Rembrandt komt tussenbeide en neemt haar in huis. Rembrandt vertelt Cornelia dat hij en zijn vrouw drie kinderen hebben gehad, maar die zijn allen vlak na de geboorte gestorven. De namen van de kinderen waren Rombertus, Cornelia en Cornelia. Rembrandt ziet het als een gunstig teken haar tegen te komen nu zijn vrouw weer zwanger is. Professor Barabas heeft de teletransfor gerepareerd en wil aan de teletijdmachine beginnen, maar hoort dan geluiden uit een kast. Als Suske en Wiske langs het huis van Rembrandt lopen horen ze toevallig dat Cornelia daar binnen is. Ze worden binnengelaten en treffen haar op de binnenplaats. Cornelia vertelt dat ze door een geheimzinnige man naar het Burgerweeshuis is gebracht en toont hen het schilderij, waar zij al op afgebeeld is.
Cornelia is bedroefd, want Rembrandt heeft haar verteld dat hij de poort heeft verzonnen en ze kan deze dus niet meer terugvinden. Maar Suske en Wiske stellen haar gerust, zij weten een manier om terug te komen bij de poort. Dan ziet Suske de conus marmoreus uit het laboratorium van professor Barabas en Rembrandt vertelt dat een man hiermee heeft betaald. Hij laat het portret van de man aan de kinderen zien. Professor Barabas bevrijdt Jaap Klinker uit zijn kast en Suske en Wiske gaan naar Lambik, en confronteren hem met zijn portret. Lambik blijkt alles in scène te hebben gezet: hij flitste Cornelia naar het verleden en maakte de journalist verdacht om zo op de Nachtwacht geschilderd te worden. Om langer in het verleden te kunnen blijven bracht hij Cornelia naar het Burgerweeshuis, maar Lambik heeft toch wel spijt van zijn daden. Rembrandt laat nog een ets zien van de Conus Marmoreus en geeft het voorwerp terug. De vrienden keren weer terug naar huis en ruilen Cornelia om voor Sidonia. Jaap Klinker begint een nieuw leven als schilder bij Rembrandt. Als Frits van Scholten langskomt kan professor Barabas uitleg geven over alle figuren, behalve een. Lambik heeft stiekem toch iets kunnen regelen met Rembrandt en is onherkenbaar vereeuwigd op het schilderij.

## Achtergronden bij het verhaal
- Dit verhaal werd geschreven ter gelegenheid van de 400e geboortedag van de schilder Rembrandt van Rijn.
- De scène waar de artsen een lijk anatomisch ontleden is een verwijzing naar Rembrandts schilderij Anatomische les van Dr. Nicolaes Tulp.
- Willem van Ruytenburch grapt bij de anatomieles, Lambiks kokhalzen waarnemend, dat 'je zijn honorarium eens moet zien, daar word je pas echt niet goed van'. Een steek naar de soms exorbitante kostenplaatjes voor medische behandelingen of ingrepen.
- Jerom verklaart aan het einde van het album dat er een stuk van het schilderij zou moeten afgezaagd worden omdat het te groot is. Dit is in werkelijkheid inderdaad gebeurd met het doek, omdat het anders niet in het Trippenhuis paste.
- Wanneer Frans Banninck Cocq zichzelf voorstelt, doet hij dit op dezelfde manier als politieman De Cock uit Baantjer (televisieserie), naar de werken van Appie Baantjer rond de speurder, maar dan correct gespeld als "met Cee Oo Cee Quu".
- In een poging inkomsten te versieren, bouwt Lambik een 'snackmuur', naar analogie met het meer recente gebruik in Nederland om een warme hap uit de 'muur' te halen. Vanzelfsprekend heeft Lambiks versie zeer weinig succes.
- Het personage Cornelia is geen historisch figuur, of zo wordt momenteel aangenomen. Men vermoedt dat ze een personificatie was van het gilde, een mascotte, die Rembrandt speciaal voor het schilderij had gecreëerd, zoals blijken zou uit de symboliek van haar attributen, als een eerbetoon van Rembrandt zelf voor zijn overleden kinderen tot de mogelijkheden behoort.

## Achtergronden bij de uitgaven
- De eerste publicatie vindt plaats in de dagbladen De Standaard en Het Nieuwsblad met 2 stroken per dag vanaf 23 juni 2006. Voorafgaand is zoals gebruikelijk een aankondiging.
- De penselentrilogie, uitgegeven op 11 oktober 2006, is een luxe grootformaat uitgave, waarin drie verhalen over de schilders Rubens, Van Gogh en Rembrandt zijn gebundeld: De raap van Rubens, De kleurenkladder en De nachtwachtbrigade. Alle drie zijn ze van de hand van Paul Geerts.
- Het is technisch gesproken nog maar de derde uitgave waarin een bekend schilder centraal staat of het verhaal (al dan niet gedeeltelijk) in het teken staat van. Wanneer we kijken naar verwijzingen naar een bekend schilder, is het verhaal het vierde, met Het Spaanse Spook het eerste, waarin Pieter Bruegel de Oude even aan bod komt. In De Crimson-crisis komen zowel Bruegel als Rubens aan bod wanneer Barabas hen naar het heden flitst, maar spelen ze eerder een achtergrondrol.